# Hotel Zehnpfund

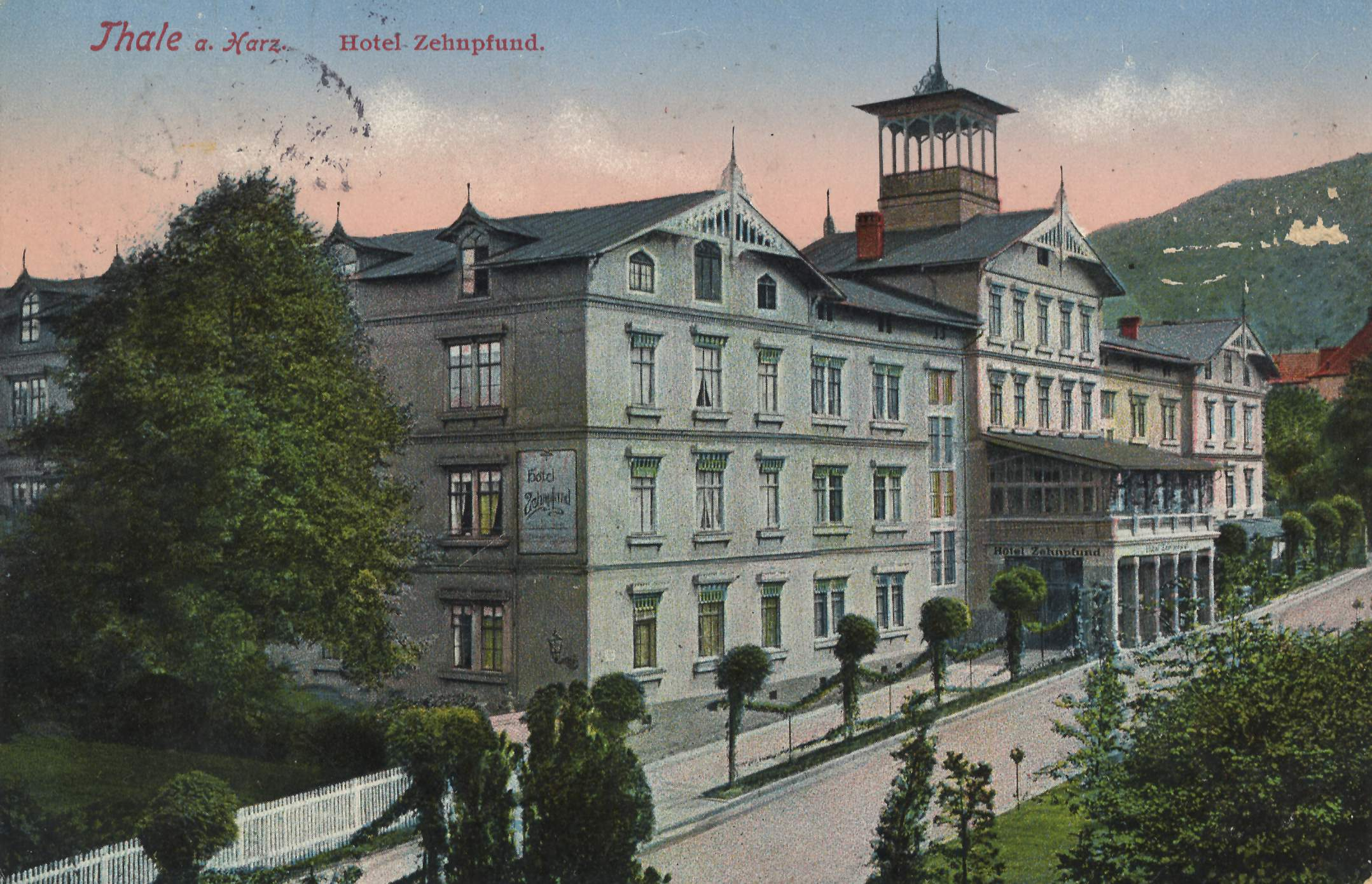
Hotel Zehnpfund um 1914

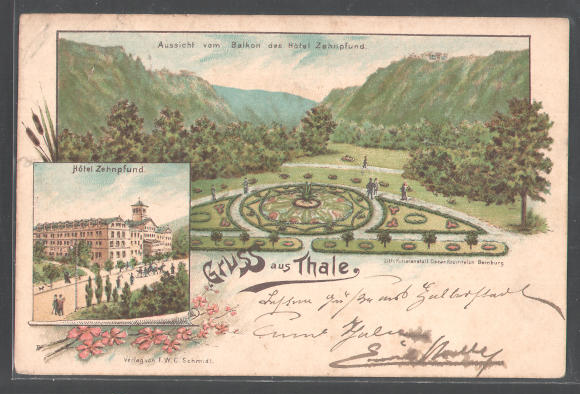
Blick vom Balkon 1896

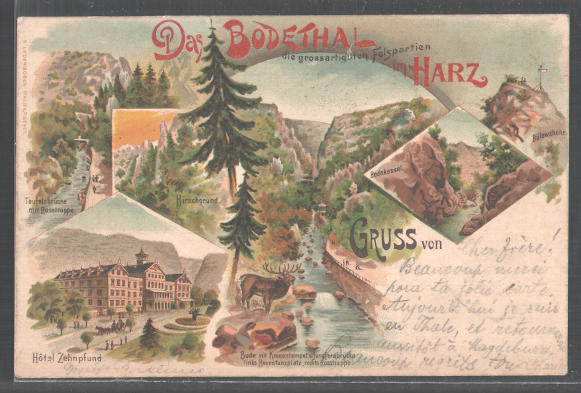
Ansichtskarte von 1900

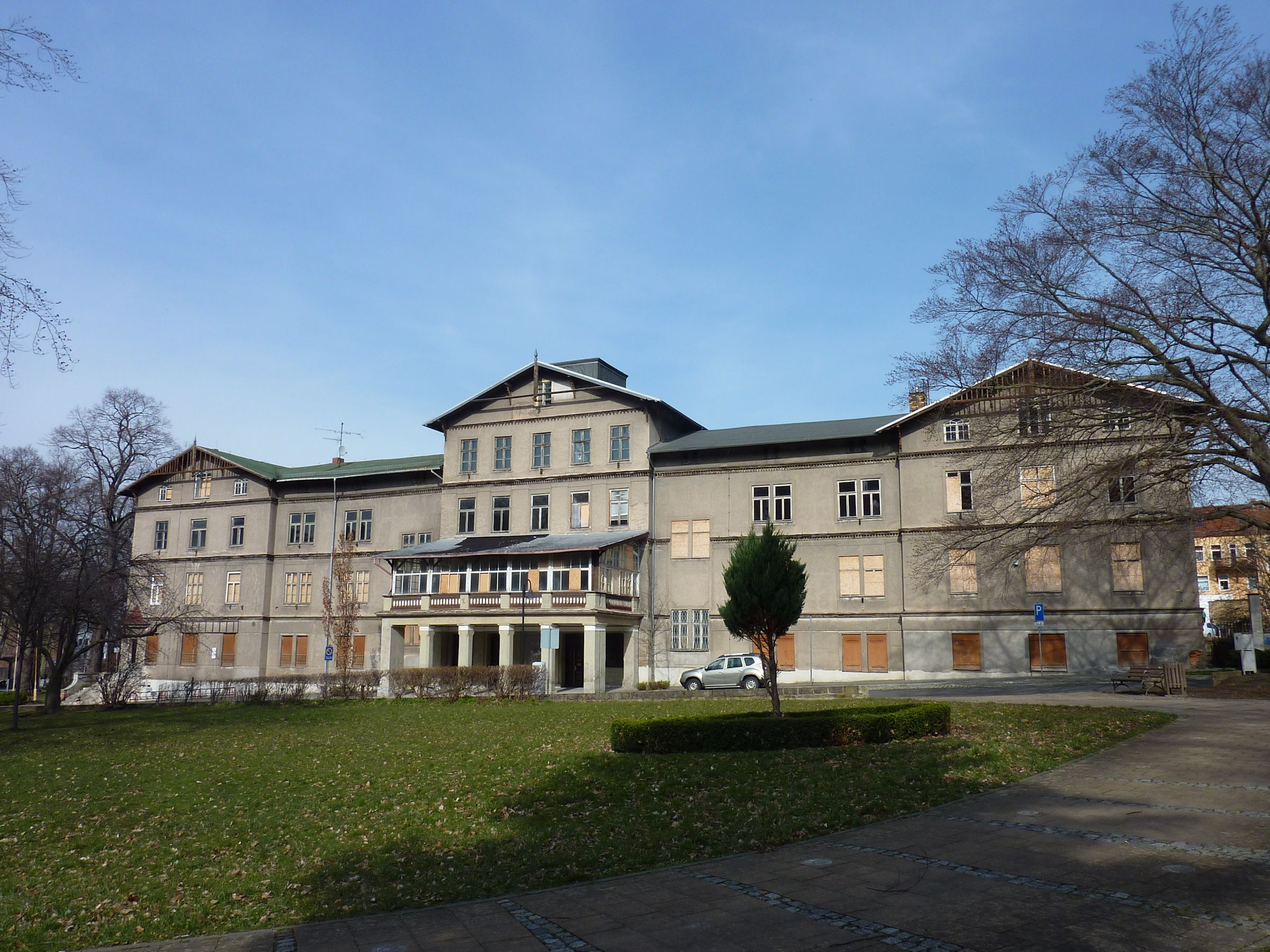
Zustand im Jahr 2015

Das Hotel Zehnpfund war ein renommiertes Hotel in Thale in Sachsen-Anhalt.

## Geschichte
Nachdem Thale 1862 einen Eisenbahnanschluss erhalten hatte, wandelte sich der Charakter des Ortes vom Industriestandort zum Touristenziel. Schon 1863 wurde in unmittelbarer Bahnhofsnähe das Hotel Zehnpfund eröffnet, das sich zum vornehmsten Hotel des Harzes entwickeln sollte. Sogar als seinerzeit größtes Sommerhotel Deutschlands wurde das Hotel Zehnpfund schon bezeichnet. Erbaut wurde das Haus, das über etwa 120 Zimmer und Suiten verfügte, von der Magdeburg-Halberstädter Eisenbahngesellschaft.
Im Ersten Weltkrieg wurde das Hotel als Lazarett genutzt. Aus dem Balkon mit Aussicht auf den Park wurde damals ein Operationssaal gemacht. Später folgte eine Nutzung des Gebäudes als Waisenhaus und Krankenkasse, dann als Rathaus und Bibliothek. Zum Sanierungsobjekt geworden, sollte das Gebäude nach der Wende wieder zum luxuriösen Hotel umgewandelt werden. Die hohen Investitionskosten von etwa 22 Millionen Euro verhinderten jedoch eine zügige Durchführung dieser Pläne. Im Jahr 2004 war man noch von 8 Millionen Euro und einer raschen Anbindung des Hotels an die Quellwasservorkommen von Hubertusbad ausgegangen, 2009 rechnete der Bürgermeister der Stadt mit einer Wiedereröffnung im Jahr 2011.
Im Dezember 2016 wurde das Gebäude an die Azurit-Gruppe verkauft, die das Anwesen zu einem Seniorenzentrum umbauen will, das im Jahr 2021 eröffnen soll.
Erhalten geblieben ist der Friedenspark, auf den man vom Balkon des Hotels blickte. Er ist heute mit Skulpturen des Mythenweges geschmückt.
Am 20. Mai 2016 wurde im Hotel Zehnpfund der zweite Teil der „Vergessen im Harz“-Trilogie in einer Premierenfeier gezeigt, noch vor der Kinopremiere in Herzberg am Harz. Der Film handelt von „Lost Places“ in der Harzregion, zu denen auch das Hotel gehört.

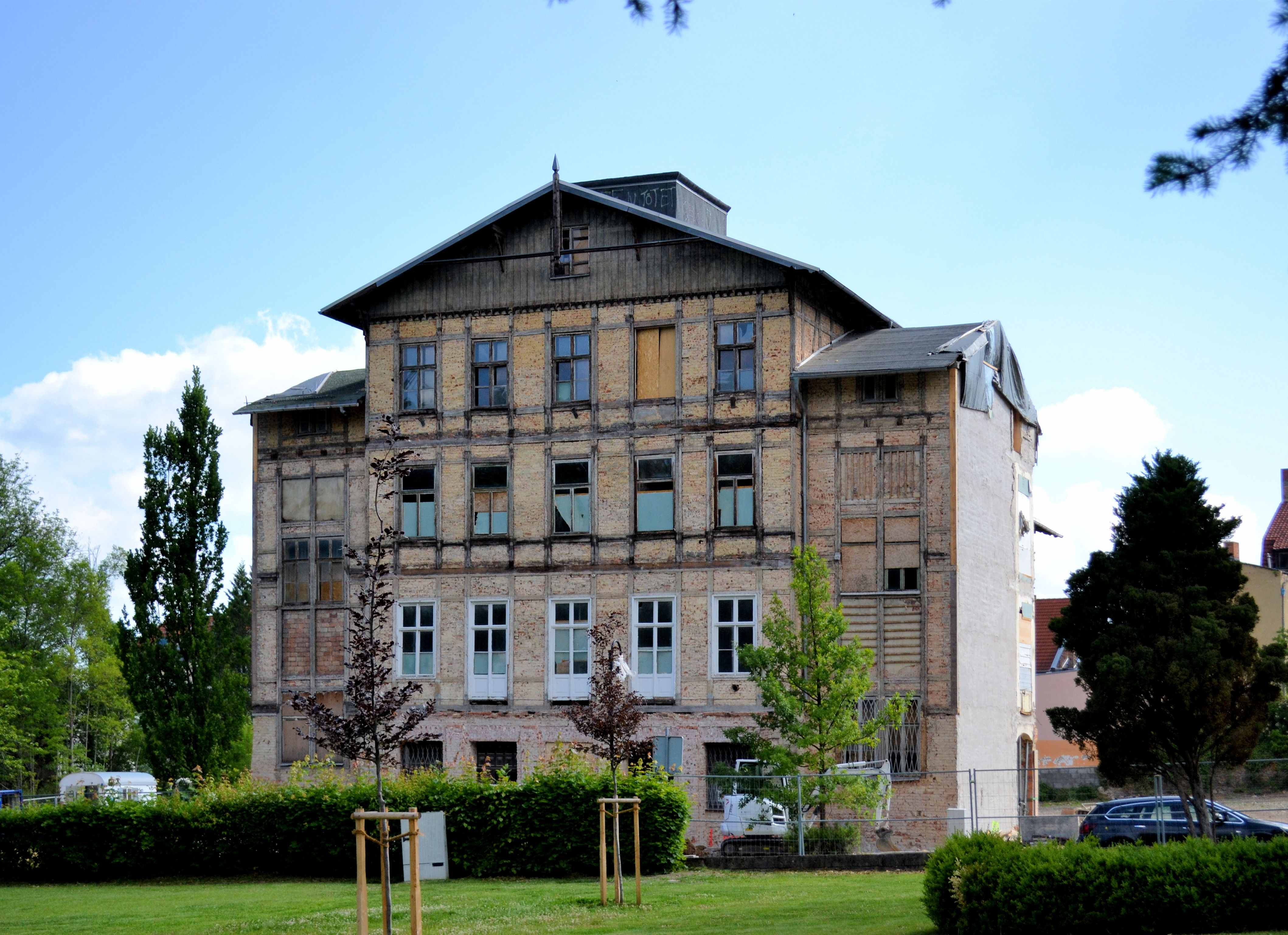
Reste des Hotels 2022

2021 begann ein umfangreicher Umbau zu einem Seniorenzentrum. Zu diesem Zweck wurden beide Seitenflügel komplett abgerissen, wodurch der Charakter des historischen Gebäudes verloren ging. Derzeit steht nur noch das Mittelteil, allerdings auch nicht mehr in voller ursprünglicher Form, da  der vorgesetzte Eingangsbereich ebenfalls abgerissen wurde.

## Fontane in Thale
Einer der bekanntesten Gäste in Thale und auch im Hotel Zehnpfund war Theodor Fontane. Zum ersten Mal hielt er sich im Frühjahr 1868 in dem Ort auf; es folgten Sommeraufenthalte 1877, 1881 und 1882. Literarisch schlugen sich diese Aufenthalte vor allem in dem Roman Cécile nieder, der zu einem Teil im Hotel Zehnpfund und in der Umgebung spielt, und in Effi Briest. Fontane entdeckte das Vorbild für seine Effi, wie sie im Roman zum ersten Mal erscheint, auf dem Balkon des Hotels: „Ich saß im Zehnpfund-Hotel, auf dem oft beschriebenen Balkon und sah nach der Rosstrappe hinauf, als ein englisches Geschwisterpaar […] hinaustrat. Das Mädchen war genauso gekleidet, wie ich Effi in den allerersten und dann auch wieder in den allerletzten Kapiteln geschildert habe: Hänger, blau und weiß gestreifter Kattun, Ledergürtel und Matrosenkragen. Ich glaube, dass ich für meine Heldin keine bessere Erscheinung und Einkleidung finden konnte“, schrieb er 1895.